# Kållered
Kållered est une localité de Suède située dans la commune de Mölndal du comté de Västra Götaland. Elle couvre une superficie de 4,8 km2. En 2010, elle compte 7 456 habitants.